# Gloster Aircraft Company
La Gloster Aircraft Company, Limited, nota localmente come GAC, era un costruttore aeronautico britannico.
L'azienda produsse una famosa linea di caccia per la Royal Air Force: Grebe, Gladiator, Meteor e Javelin.
Nel 1934 la compagnia venne acquisita dalla Hawker Aircraft.
L'azienda produsse anche lo Hawker Hurricane e lo Hawker Tempest per la consociata Hawker Siddeley.
Gloster produsse il primo aereo a reazione della storia aeronautica inglese, il E.28/39, così come il primo ed unico aviogetto inglese operativo durante la seconda guerra mondiale, il Meteor.
La pista di prova della Gloster divenne famosa per il primo volo del turbogetto di Frank Whittle montato appunto sull'E.28/39.
Durante la seconda guerra mondiale la sede aziendale fu trasferita a Brockworth.

## Velivoli
- 1921 Gloster Mars - monoposto biplano da competizione, più tardi modificato come Gloster I
- 1921 Gloster Sparrowhawk
- 1922 Gloster Mars VI Nighthawk
- 1922 Gloster Mars X Nightjar
- 1923 Gloster Gannet - biplano monoposto ultra leggero
- 1923 Gloster Grebe - caccia biplano diurno monoposto
- 1923 Gloster Grouse
- 1924 Gloster Gorcock - biplano sperimentale monoposto
- 1924 Gloster II - biplano da competizione monoposto
- 1925 Gloster III - idrovolante biplano da competizione monoposto
- 1925 Gloster Gamecock - biplano intercettore diurno e notturno monoposto
- 1925 Gloster Guan - caccia biplano sperimentale monoposto da alta quota
- 1926 Gloster Goral - biplano biposto per uso generale
- 1926 Gloster Goring - biplano biposto bombardiere / silurante
- 1927 Gloster IV - idrovolante biplano da competizione monoposto
- 1927 Gloster Goldfinch - caccia biplano diurno e notturno monoposto da alta quota
- 1927 Gloster Gambet - caccia biplano imbarcato monoposto avviato alla produzione solo su licenza in Giappone come Nakajima A1N
- 1928 Gloster Gnatsnapper - caccia biplano imbarcato monoposto
- 1929 Gloster VI - monoplano monoposto da competizione
- 1934 Gloster Gauntlet - biplano da caccia diurno e notturno monoposto
- 1929 Gloster AS.31 - biplano biposto da ricognizione fotografica
- 1932 Gloster TC.33 - biplano quadrimotore da bombardamento / trasporto
- 1932 Gloster TSR.38 - biplano triposto silurante /ricognitore/avvistatore
- 1934 Gloster Gladiator - caccia biplano monoposto diurno
- 1937 Gloster F.5/34 prototipo di caccia monoplano monoposto diurno
- 1939 Gloster F.9/37 prototipo di caccia monoplano bimotore
- 1941 Gloster E.28/39 primo aereo a reazione inglese
- 1944 Gloster Meteor caccia monoposto diurno - l'unico aereo a reazione alleato ad entrare in azione nella seconda guerra mondiale
- 1948 Gloster E.1/44 prototipo di caccia a reazione diurno
- 1954 Gloster Javelin caccia biposto a reazione ogni-tempo